# 이고르 카시나
이고르 카시나(이탈리아어: Igor Cassina, 1977년 8월 15일~)는 이탈리아의 체조 선수이다. 2004년 하계 올림픽에서 남자 철봉 금메달을 획득했다.